# João de Bettencourt Vasconcelos
João de Bettencourt de Vasconcelos (Angra, 3 de Julho de 1589 — Angra, 1670) foi um fidalgo português que nas funções de capitão-mor de Angra teve um papel determinante na aclamação de D. João IV de Portugal nas ilhas do Grupo Central dos Açores e na subsequente expulsão das forças espanholas aquarteladas na ilha Terceira.

## Biografia
Foi morgado de uma das mais importantes casas vinculares da ilha Terceira, sendo cunhado de Francisco Ornelas da Câmara.
Em 4 de março de 1642 assumiu o governo da Fortaleza de São João Baptista da Ilha Terceira, quando da capitulação da guarnição castelhana daquela praça, naquela data, após um ano de cerco.
Em 20 de Maio de 1624 foi-lhe concedido o foro de fidalgo e, por alvará de 12 de Abril de 1642, a Comenda de Santa Maria de Tondela.
Em 27 de Abril de 1646 foi-lhe concedida mercê de capitão-mor de Angra do Heroísmo.